# Plémy
Plémy (bret. Plevig) – miejscowość i gmina we Francji, w regionie Bretania, w departamencie Côtes-d’Armor.
Według danych na rok 1990 gminę zamieszkiwało 1470 osób, a gęstość zaludnienia wynosiła 37 osób/km² (wśród 1269 gmin Bretanii Plémy plasuje się na 425. miejscu pod względem liczby ludności, natomiast pod względem powierzchni na miejscu 150.).